# Kolymvári
Le dème de Kolymvári, en grec moderne : Δήμος Κολυμβαρίου, est une ancienne municipalité du district régional de La Canée, en Crète, en Grèce. Il a existé entre 1999 et 2010. Depuis la réforme du gouvernement local de 2011, il fait partie du dème de Plataniás, dont il est devenu une unité municipale.
Situé au nord et à l'est de La Canée, il était basé dans le village de Kolymvári. Selon le recensement de 2001, l'ancien dème avait un total de 5 346 habitants et une superficie de 149 994 ha.
A proximité du village, se trouve le monastère de Goniá.